# 6150 Neukum
6150 Neukum è un asteroide della fascia principale del diametro medio di circa 15,36 km. Scoperto nel 1980, presenta un'orbita caratterizzata da un semiasse maggiore pari a 3,1528432 UA e da un'eccentricità di 0,1406049, inclinata di 3,68707° rispetto all'eclittica.